# 万婴墓

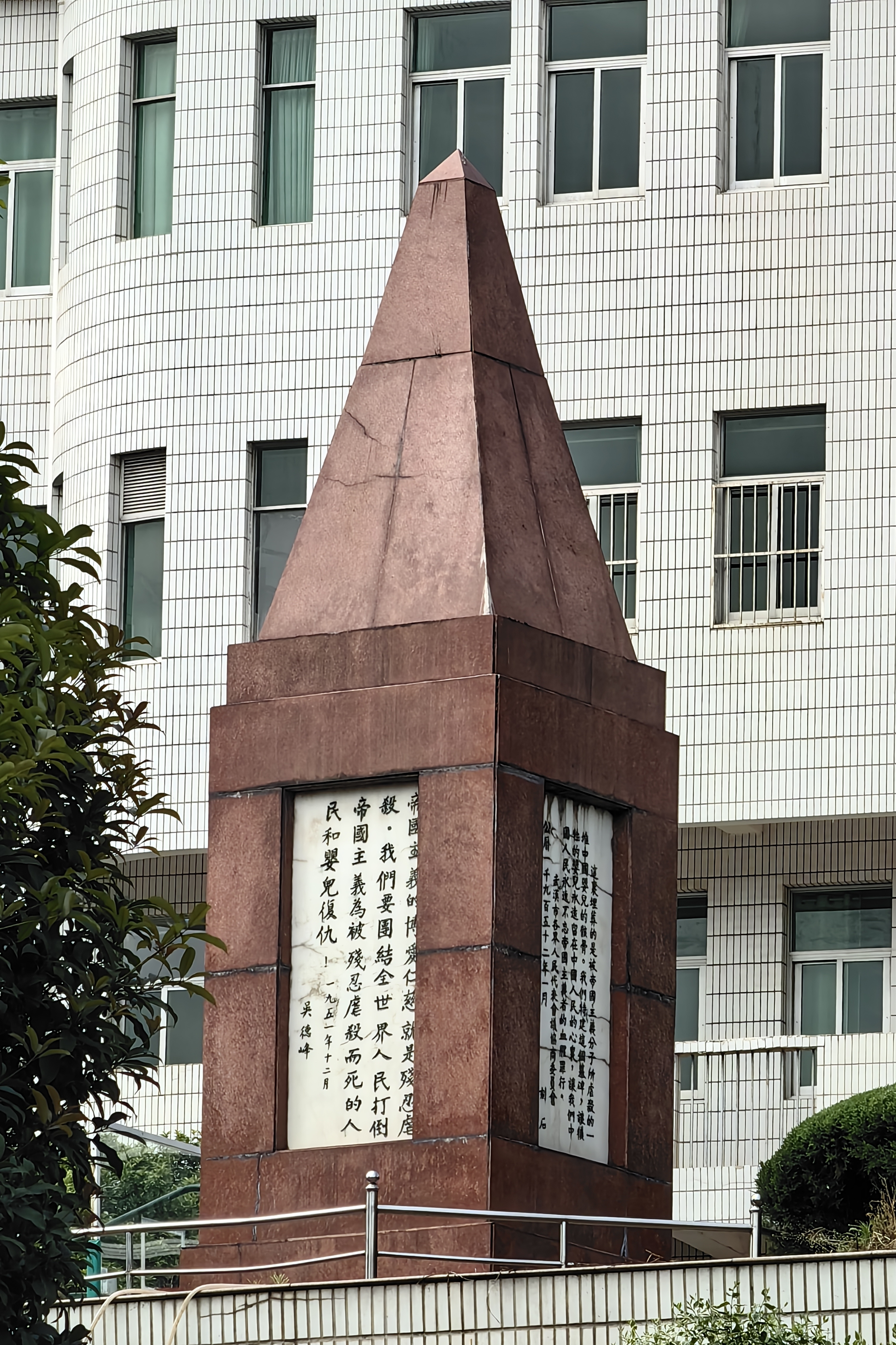
万婴墓纪念塔

万婴墓位于中国湖北省武汉市武昌区花园山，为武汉市文物保护单位。墓前建有纪念塔。

## 历史
1928年，天主教武昌教区美籍主教艾原道在花园山开办育婴堂，专门收养中国婴孩。据《方济各会士在中国》杂志记载，1927年后十一年里，共收养婴孩7813名，幸存130名。1951年6月，育婴堂被武汉市人民政府宣布接管，改名武汉市育幼院（后并入武汉市儿童福利院）。1952年1月，武汉市人民代表大会决定，在花园山修建“花园山死难婴儿纪念墓”，俗称万婴墓，并修建纪念塔，俗称“白骨塔”，塔的正面碑文是：“这里埋葬的是被帝国主义分子所虐杀的一堆中国婴儿的骸骨。我们特建这个墓碑，让牺牲的婴儿永远留在中国人民的心里，让我们中国人民永远不忘帝国主义者的血腥罪行。”1983年武汉市人民政府列为第二批武汉市文物保护单位。